# Шакуро, Павел Евгеньевич
Павел Евгеньевич Шакуро (25 июля 1997, Тюмень) — российский футболист, защитник клуба «Тюмень». Мастер спорта России (2024).

## Биография
Начал заниматься футболом в команде «Строймаш», затем по приглашению Вячеслава Афонина перешёл в ДЮСШ «Геолог».
30 августа 2015 года в домашнем матче против «Зенита-2» (2:1) дебютировал в первенстве ФНЛ в составе «Тюмени». Всего за четыре сезона в 88 матчах забил четыре гола. Зимой 2017/18 игроком интересовался московский «Спартак», но отказался платить прописанные в контракте отступные.
Перед сезоном 2019/20 перешёл в клуб-новичок РПЛ «Сочи», за который дебютировал 25 сентября в гостевом матче 1/16 финала Кубка России 2019/20 против «Шинника» (0:0, 4:5, пен.). В чемпионате впервые сыграл 10 ноября — в домашнем матче 16 тура против ЦСКА (2:3) заменил на 60-й минуте Эльмира Набиуллина.
В мае 2017 дебютировал в молодёжной сборной России, сыграв два товарищеских матча. Провёл пять матчей в отборочном турнире к чемпионату Европы 2019.